# Hora 15
Hora 15 fue un programa de televisión, sobre información cultural, emitido por la cadena española La 1 de Televisión española entre 1977 y 1979, dirigido por el periodista Manuel Martín Ferrand. En un primer momento se emitía como sección dentro del espacio informativo Telediario, si bien más adelante adquirió el carácter de programa propio.

## Antecedente: Etcétera
El programa contó con un precedente claro, el espacio Etcétera, estrenado el 15 de abril de 1977, dirigido por Mario Antolín y presentado por Jana Escribano y Eva Gloria las primeras semanas, y más adelante por Ivonne Sentís y Lola Martínez.Un programa semanal de una hora de duración, programado los viernes a las 15'30, en el que se pretendía acercar la actualidad cultural a los televidentes con reportajes y entrevistas. Contaba con la colaboración, entre otros, de Fernando Vizcaíno Casas, Baltasar Magro, Ramón Colom y Lorenzo López Sancho. Entre los entrevistados figuraron el poeta Rafael Alberti. El programa se emitió hasta el 7 de octubre de 1977. Una semana después comenzaba a emitirse Hora 15 con similar contenido.

## Formato
Emitido de lunes a jueves en horario vespertino, el espacio hacía un repaso por la actualidad cultural, literaria y artística del país, contando además con entrevistas en plató a personajes relevantes. Fue presentado por el propio director, Martín Ferrand, acompañado de Luis Miravitlles y la locutora Jana Escribano, sustituida en ocasiones por Marisol González. Contaba además con colaboradores para sus distintas secciones como el crítico cinematográfico Carlos Pumares.

## Polémica
El programa provocó una fuerte polémica tras unas declaraciones en las que se afirmaba que el poeta Ausias March se expresaba en lengua catalana, lo que provocó la reacción airada de algunos sectores valencianistas.

## Gaceta Cultural
Tras la salida de la dirección de Martín Ferrand, desde el 4 de octubre de 1979, el programa fue rebautizado como Gaceta Cultural. El formato y contenidos eran los mismos, si bien en la presentación se incluyó a Julio César Fernández y la dirección fue asumida por Armando Vázquez Crespo.  El resto del equipo manutuvo sus responsabilidades. En esta nueva etapa, se produjo una grave polémica cuando, en mayo de 1980, la mayor parte del equipo del espacio remitió un escrito a la dirección cultura de TVE, manifestando su protesta por la incompetencia y sectarismo demostrada - según su criterio - por el nuevo director.
En cuanto a sus niveles de aceptación entre los telespectadores y, según encuesta realizada en mayo de 1980, el programa solo fue elegido como favorito por el 1% de los entrevistados.
En esta nueva etapa el programa se emitió hasta el 16 de abril de 1981.